# SBTRKT (album)
Pour les articles homonymes, voir SBTRKT.
Albums de SBTRKT
Wonder Where We Land
(2014)
Singles
1. Living Like I Do
Sortie : 11 avril 2011
2. Pharaohs
Sortie : 5 septembre 2011
3. Wildfire
Sortie : 23 mai 2011
4. Hold On
Sortie : 19 mars 2012

SBTRKT est le premier album studio du projet éponyme du britannique Aaron Jerome, SBTRKT, sorti le 27 juin 2011.

## Liste des pistes
| No  | Titre                                      | Auteur                                                                       | Producteur(s)   | Durée |
| --- | ------------------------------------------ | ---------------------------------------------------------------------------- | --------------- | ----- |
| 1.  | Heatwave                                   | Aaron Jerome, Sampha Sisay                                                   | SBTRKT & Sampha | 2:54  |
| 2.  | Hold On (featuring Sampha)                 | A. Jerome, S. Sisay, Tic                                                     | SBTRKT          | 3:27  |
| 3.  | Wildfire (featuring Little Dragon)         | A. Jerome, Yukimi Nagano, Erik Bodin, Fredrik Källgren Wallin, Arild Werling | SBTRKT          | 3:21  |
| 4.  | Sanctuary (featuring Sampha & Jessie Ware) | A. Jerome                                                                    | SBTRKT          | 3:52  |
| 5.  | Trials of the Past (featuring Sampha)      | A. Jerome, S. Sisay                                                          | SBTRKT          | 4:24  |
| 6.  | Right Thing to Do (featuring Jessie Ware)  | A. Jerome, Jessie Ware, S. Sisay                                             | SBTRKT          | 3:23  |
| 7.  | Something Goes Right (featuring Sampha)    | A. Jerome, S. Sisay                                                          | SBTRKT          | 5:00  |
| 8.  | Pharaohs (featuring Roses Gabor)           | A. Jerome, Roses Gabor                                                       | SBTRKT          | 3:38  |
| 9.  | Ready Set Loop                             | A. Jerome                                                                    | SBTRKT          | 3:06  |
| 10. | Never Never (featuring Sampha)             | A. Jerome, S. Sisay                                                          | SBTRKT & Sampha | 3:57  |
| 11. | Go Bang                                    | A. Jerome                                                                    | SBTRKT          | 3:32  |

| 12. | Living Like I Do (featuring Sampha) | A. Jerome, S. Sisay | SBTRKT | 2:53 |
| 13. | Look at Stars (featuring Sampha)    | A. Jerome, S. Sisay | SBTRKT | 4:01 |